# Noura Hussein
Noura Hussein Hamad je súdánská žena, která byla odsouzena v květnu 2018 k trestu smrti oběšením. Důvodem trestu je skutečnost, že ubodala svého manžela poté, co se ji pokusil podruhé znásilnit.
Za svého muže se musela vdát, když jí bylo 16 let. Po svatbě utekla z domu a tři roky se skrývala u své tety. Jejímu otci se ji podařilo přemluvil, aby se vrátila domů. Poté ji ale předal rodině jejího manžela, který ji 2. května 2017 za asistence svých příbuzných znásilnil. Když se druhý den pokusil o totéž, Noura ho ubodala. Obrátila se pak na své rodiče, kteří ji předali policii.
Odvolací soud v Súdánu zrušil na konci června 2018 rozsudek smrti, místo toho ji podrobil pětiletému trestu odnětí svobody a pokutě 18 700 dolarů.

## Protesty proti rozsudku
Proti vykonání rozsudku vznikla mezinárodní petice s názvem Justice for Noura, kterou podepsalo více než 1,3 milionu lidí (k 3. červnu 2018). Organizace Amnesty International vydala prohlášení, podle kterého je Noura v tomto případě obětí a rozsudek smrti nepřijatelnou krutostí. Proti vykonání rozsudku a ve prospěch žádosti o milost se vyjádřili také představitelé OSN, např. generální tajemník António Guterres nebo zástupci Populačního fondu OSN či UN Women.